# 肖恩·奥沙利文
肖恩·奥沙利文（英語：Shawn O'Sullivan，1962年5月9日—），生于多伦多，加拿大男子拳击运动员。他曾代表加拿大参加1984年夏季奥林匹克运动会拳击比赛，获得男子71公斤级银牌。